# ليدي ماكبث
«ليدي ماكبث» (بالإنجليزية: Lady Macbeth)‏ هي إحدى الشخصيات الرئيسية في تراجيديا مكبث للكاتب الإنجليزي وليم شكسبير، فهي زوجة بطل المسرحية الذي يُدعى ماكبث، وهو رجل اسكتلندي. أصبحت ليدي ماكبث ملكة اسكتلندا بعدما دفعت زوجها ماكبث إلى قتل الملك لأخذ الحكم، ولكن تُعاني بعدها من الشعور بالذنب لكونها جزء من الجريمة، وتصارعتَ الموت في المشهد الأخير والذي بدا كأنه حالة انتحار.
وطبقًا لبعض أخصائي علم الأنساب، فإن ليدي ماكبث وزوجة الملك دنكان كانوا أخوات أو بنات عم مما يعطي الحق في السلطة لزوجة الملك دنكان أكثر من ليدي ماكبث نفسها، وكان ذلك هو السبب الأساسي وراء إثارة غيرتها وحسدها على دنكان.
وترجع أصول الملك دوف ودنكان إلى سجلات هولينشد (1587) التي تحتوي على تاريخ بريطانيا المعروف بالنسبة لشكسبير. وتظهر شخصية ليدي ماكبث كتركيبة من شخصيتين منفصلتين ومختلفتين في التاريخ الإنجليزي وذلك مثلما حدث مع: المزعجة دونالد، والزوجة القاتلة التي تخلصت من الملك دوف، وزوجة ماكبث الطموحة التي سعت لعرش اسكتلندا على حساب الملك دنكان.
تُعتبر ليدي ماكبث ذات حضور قوي في المسرحية، بخاصة في أول فصلين. وبعد قتل الملك دنكان، بدأ دورها يتقلص في المسرحية. وأصبحت عنصرًا منفصلًا في مسرحية ماكبث، كما أصبحت مضيفة منفرة غير مرحبة في الوليمة التي هلوس بها زوجها. ويعتبر مشهد سيرها خلال النوم في الفصل الخامس هو نقطة تحول في المسرحية، وكذلك مقولتها «هيا زولي أيتها البقعة اللعينة» التي أصبحت معروفة لكثير من متحدثي اللغة الإنجليزية. وأثار موتها في الفصل الخامس خطاب ماكبث «غدًا.. غدًا.. غدًا».
يرى المحللون أن شخصية ليدي ماكبث عبارة عن صراع بين النسوية والذكورة، كما أثارت إعجابهم في الأعراف الثقافية. فقد أقمعت ليدي ماكبث جميع غرائزها الخاصة بالعاطفة والأمومة والرقة المرتبطة بالأنوثة في سبيل الطموح والقساوة والتفكير المتمركز حول الوصول للسلطة.
وقد جذب دور الشخصية عدد لا يحصى من الممثلين البارزين على مدار القرون؛ من بينهم سارة سيدونز، تشارلوت ميلموث، هيلين فوسيت، إلين تيري، جانيت نولان، فيفيان لي، سيمون سينوري، فيفيان ميرشانت، غليندا جاكسون، فرانشيسكا انيس، جوديث أندرسون، جودي دنش، رينيه أوكونور، تابو، كيلي هاويس، أليكس كينغستون، أنجيلا باسيت وماريون كوتيار.

## المنشأ
انطلقت شخصية ليدي ماكبث لتقدم تركيبة من شخصيتين يرجع سبب بروزهما إلى الملك دوف والملك دنكان في سجلات هولينشد (1587). فقد عانى أحد قادة الملك دنكان من موت أحد أقاربه بأمر من الملك نفسه. ثم فكر دونالد في قتل الملك كما وجهته زوجته بإطلاعه على الوسائل التي تساعده على تحقيق المهمة أينما ذهب. ورغم أنه استنفر من الإقدام على هذا الفعل، خضع في النهاية لمحاولات زوجته المزعجة. وبعد إلهاء خوادم الملك بالطعام والشراب ودفعهم للخلود إلى النوم، سمح الزوجان لشركائهم بالدخول إلى غرفة الملك حيث يمكنهم قتله بسهولة. وكان الانتقام هو الدافع الرئيس وراء هذه الجريمة أكثر من الطموح.
وعلى الرغم من أن نظيرة ليدي ماكبث في العالم الحقيقي هي جروتش ملكة اسكتلندا فإن الشخصية الخيالية التي ابتدعها شكسبير لا تجمعها روابط كثيرة بالشخصية الحقيقية بدرجة كبيرة.

## في المسرحية

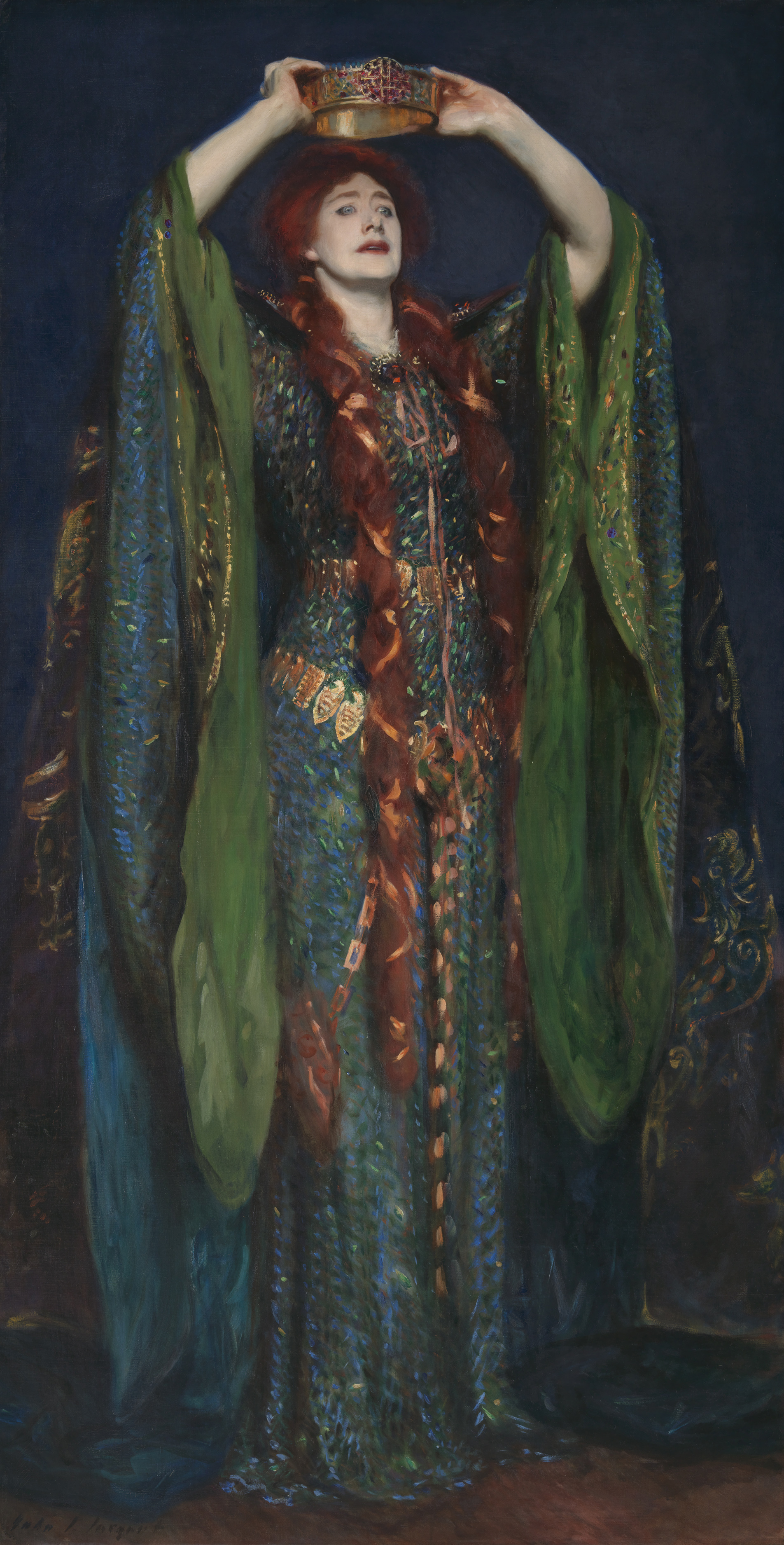
إيلين تيري تؤدي دور ليدي ماكبث في النسخة التي قدمها جون سينغر سارجنت في عام 1889

وكان أول ظهور لليدي ماكبث في آخر المشهد الخامس من الفصل الأول عندما حصلت على رسالة من زوجها يبلغها فيها أن ثلاث ساحرات قد تنبأوا بأنه سيكون ملكًا. وفي حين كانت مستضيفة الملك دنكان ليلًا استغلت الفرصة لتقتله. وعلمًا منها بطبع زوجها «المعروف بعطفه الإنساني» الذي لن يسمح لها بقتل الملك، فقد دبرت تفاصيل جريمة القتل كافة، ثم واجهت جميع حججه واعتراضاته، وذكرته بأنه أول من تطرق إلى هذا الأمر وقللت من شجاعته وروجولته مما دفعه إلى الانصياع لخططها.
وفي ليلة أوى الملك إلى فراشه بعد الاحتفال، ثم خدرت حاشيته وجهزت الخناجر لتنفذ الجريمة. وقتل ماكبث الملك النائم بينما كانت تنتظره ليدي ماكبث في الخارج. وعندما أحضر الخناجر من غرفة الملك أمرته بأن يعيدهم لمسرح الجريمة مرة أخرى، لكنه رفض، فحملتها هي إلى الغرفة ولوثت أيدي الحراس الذين خدرتهم من قبل بدم الملك. ثم عادا الزوجان ليغسلا أيديهم.
وبعد مقتل الملك دنكان، تقلص دور ليدي ماكبث في المسرحية. وعندما هرب أبناء دنكان للحفاظ على حياتهم، تم تعيين ماكبث ملكًا على البلاد. وبدون استشارة زوجته أو ملكته، دبر ماكبث سلسة أخرى من جرائم القتل للحفاظ على عرشه. وفي أثناء إحدى الولائم الملكية، بدأ يهلوس ماكبث بما ارتكبه من جرائم مما دفع زوجته إلى طرد الضيوف. وفي آخر ظهور لها، كانت تسير أثناء نومها شاعرة بالألم الشديد نتيجة الإحساس بالذنب. ولم تمت على خشبة المسرح بل ماتت في الكواليس ولكن تبين أنها انتحرت بعد أن أعلن مالكولم أنها ماتت على «أيدي عنيفة مثل يديها».
كانت ليدي ماكبث تخطط بالفعل لقتل دنكان، وهي أقوى وأكثر قسوة وطموحًا من زوجها. يبدو أنها تدرك ذلك تمامًا وتعلم أنها ستضطر لدفع ماكبث لارتكاب جريمة قتل. في مرحلة ما، كانت تتمنى ألا تكون امرأة حتى تتمكن من القيام بذلك بنفسها. هذا الموضوع للعلاقة بين الجنس والقوة هو مفتاح شخصية السيدة ماكبث: زوجها يشير إلى أنها روح ذكورية تسكن جسد الأنثى، والذي يبدو أنه يربط الذكورة بالطموح والعنف. ومع ذلك، يبدو أن شكسبير يستخدمها والسحرة لتقويض فكرة ماكبث القائلة بأن «الشجاعة لا تذهب إلا للذكور». تستخدم هؤلاء النساء الماكرات الأساليب الأنثوية للوصول إلى السلطة - أي التلاعب - لتعزيز طموحاتهن الذكورية المفترضة. تشير المسرحية إلى أن المرأة يمكن أن تكون طموحة وقاسية مثل الرجل، لكن القيود الاجتماعية تحرمهن من وسائل متابعة هذه الطموحات بأنفسهن.
تتلاعب السيدة ماكبث بزوجها بفاعلية ملحوظة وتتغلب على كل اعتراضاته؛ عندما يتردد في القتل، تتساءل مرارًا وتكرارًا عن رجولته حتى يشعر أنه يجب أن يرتكب جريمة قتل لإثبات رجوليته. استمرت قوة الإرادة اللافتة لليدي ماكبث من خلال مقتل الملك - إنها هي التي تهدئ أعصاب زوجها فور ارتكاب الجريمة. بعد ذلك، بدأت في الانزلاق البطيء إلى الجنون - تمامًا كما يؤثر عليها الطموح بشكل أقوى من ماكبث قبل الجريمة، كذلك يصيبها الشعور بالذنب بقوة أكبر بعد ذلك. وبحلول نهاية المسرحية، تقوم بالسير وهي نائمة في القلعة، في محاولة يائسة لإزالة بقع الدم غير المرئية. بمجرد أن يعود الشعور بالذنب إلى المنزل، تصبح حساسية السيدة ماكبث نقطة ضعف، وهي غير قادرة على التأقلم. فهي تقتل نفسها بشكل ملحوظ (على ما يبدو)، مما يشير إلى عدم قدرتها الكاملة على التعامل مع إرث جرائمها.
في مجموعة فيرست فوليو، وهي المصدر الوحيد للمسرحية، لم يتم الإشارة إليها على أنها «ليدي ماكبث» بل تنوعت الإشارة إليها على أنها «زوجة ماكبث»، «سيدة ماكبث» أو «السيدة» فقط.

### مشهد السير أثناء النوم

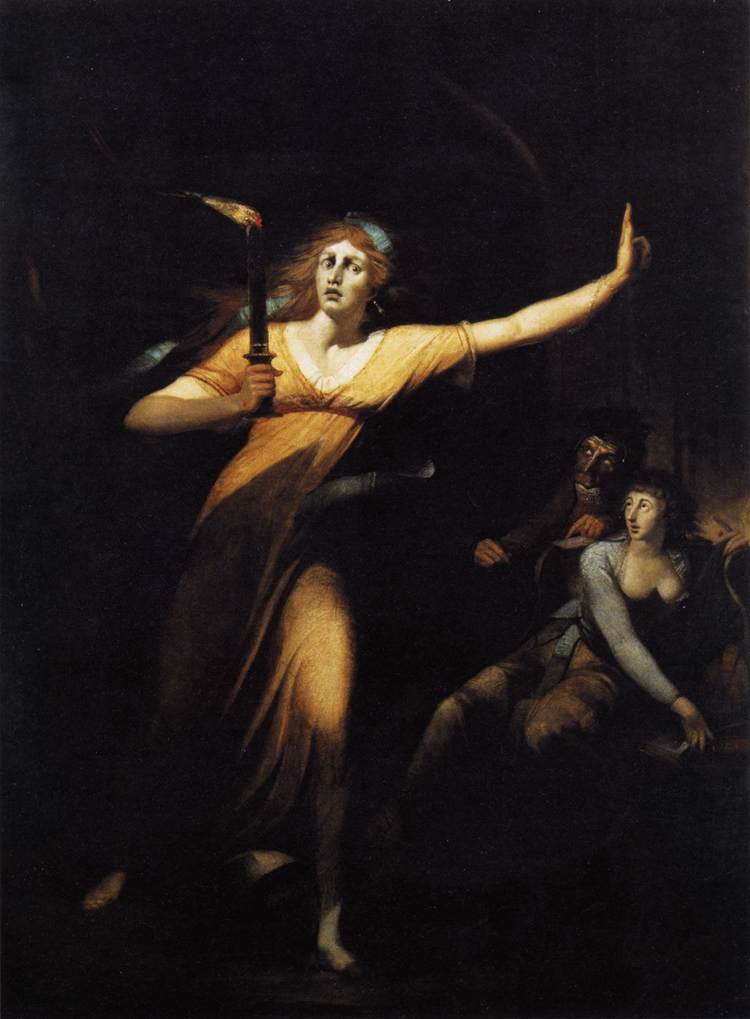
ليدي ماكبث وهي تسير أثناء نومها في النسخة التي كتبها يوهان هاينريش فوسلي في أواخر القرن الـ 18 (متحف اللوفر)

يعتبر مشهد السير أثناء النوم هو أحد أبرز المشاهد في ماكبث بل في أعمال شكسبير جميعها، ولم يقابله نظير في تاريخ بريطانيا، المصدر الذي لجأ إليه شكسبير في كتابة المسرحية، ولكن ما هو إلا من وحي خيال الشاعر.
ويرى اندرو سيسل برادلي، باستثناء بعض الأسطر في نهاية المشهد، أن المشهد يبرز شخصية ليدي ماكبث على أنها الشخصية الرئيسة الوحيدة التي تظهر في المشهد الأخير في المسرحية مما «قلل من قيمة المسرحية». وتبعًا لبرادلي، يكتب شكسبير مسرحياته عامةً لتقدم شخصيات ذات حالات عقلية أو ظروف غير طبيعية مثل السير أثناء النوم، مع إيقاع منتظم من الشعر غير مناسب مع إيقاع تلك الشخصيات التي يختل توازنها عقليًا، وكذلك بعض الصور والانطباعات ليست ذات علاقة منطقية. بالإضافة إلى أن جميع ذكريات ليدي ماكبث، مثل ذكرى الدم على يديها وصوت دقات الساعة ومقاومة زوجها، التي تجمعت في ذهنها المختل تعمل على زيادة معاناتها. وبالنسبة لبرادلي، «تبدو جمل ليدي ماكبث القصيرة هي صوت الحقيقة الوحيد» بجانب اللغة البسيطة التي استخدمتها في خطابها لتعبر عن «التعاسة المهلكة». ويذكرنا غسل يديها من الدم بشكل وسواسي بغسل الأيدي الذي يعتبر شائعًا وسط الذين يعانون من اضطراب الوسواس القهري.

## تحليل
'تفتقر ليدي ماكبث إلى صفات الأمومة التي تميز كل أم'
وكتبت ستيفاني تشامبرلين في مقالتها عن وأد الأطفال «رؤئ خيالية»: إن أفعال ليدي ماكبث وفكرة الأم القاتلة التي انتشرت في بداية العصر الحديث في إنجلترا تثبت أنه على الرغم من أن ليدي ماكبث تتطلع للوصول إلى السلطة فهذه السلطة «تعتمد كليًا على أمومتها» على عكس الحال في إنجلترا وقتها. وتقول تشامبرلين أن الصور السلبية التي تبرز ليدي ماكبث كأم سيئة، مثلما عبرت عن قدرتها على «سحق دماغ طفل يرضع من ثديها»، تعكس صورة مثيرة للجدل عن الأمومة في إنجلترا في بداية العصر الحديث. وفي ذلك الوقت، تم إتهام الأمهات بإيذاء أرواح الأبرياء الذين يمسكونهم بين أيديهم. وجاءت ليدي ماكبث لتشخص أمهات إنجلترا اللاتي تمت إدانتهن بقتل الأطفال، الفكرة التي سيطرت على خيالها الجامح. وتقول تشامبرلين أن هذه الرؤئ ليست ناتجة عن كفاحها لتكون رجلًا بل عن كفاحها بحيث لا يتم إدانتها بأنها أم سيئة كما كان الحال في ذلك الوقت.

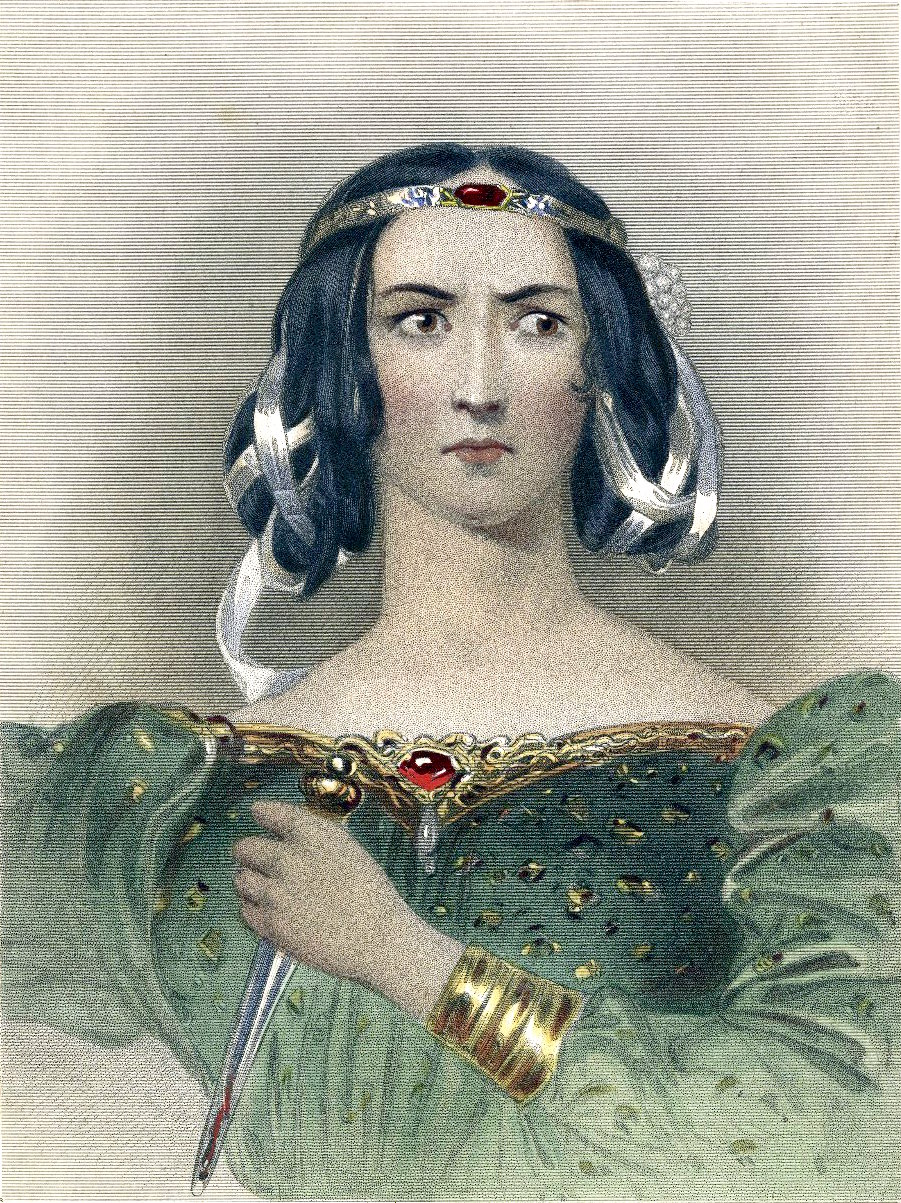
صورة ليدي ماكبث في التحليل الذي قدمته آنا جيمسون عن بطلات شكسبير بعنوان خصائص المرأة في 1832

وتنازلت جينيجوي لابيل وجهة نظر مختلفة قليلًا في مقالتها «مرض غريب: انقطاع الطمث عن ليدي ماكبث»، فترى أن ليدي ماكبث لم تتمن فقط مجرد الابتعاد عن الأنوثة بل تسعى للتخلص من الخصائص البيولوجية الأساسية للأنثى. وركزت على الخاصية البيولوجية الأساسية في الإناث ألا وهي الطمث. وترى لابيل ان طلب ليدي ماكبث بأن تستأصل غددها التناسلية وتوسلها إلى الأرواح بأن «يجعلوا دماءها سميك» يشير إلى رغبتها في وقف الطمث نهائيًا. وتأمل ليدي ماكبث بعد توقف الطمث عندها أن تتخلص من مشاعر الحساسية والاهتمام المرتبطة بالإناث، فهي تتمن أن تكون مثل الرجال في ذلك الأمر حتى لا تشعر بالندم بعد قتل الملك. وتعزز لابيل وجهة نظرها من خلال الربط بين توقف الطمث وبين فكرة قتل الأطفال المستمرة في المسرحية. وقدمت لابيل أمثلة مختلفة لتثبت أن ليدي ماكبث تقدم مثال عن الإناث الفاقدين الإحساس بالأمومة، فهي لم ترد فقط أن تقتلع أدمغة الأطفال بل سعت إلى ما هو أكثر من ذلك بأن تحول دون إنجاب الأطفال، وهذه الأمثلة تشمل «الطفل الذي لقى حتفه خنقًا» الذي تم إلقاء إصبعه في مرجل الطبخ الخاص بالساحرات، وأطفال ماكدوف «الذين ذبحتهم بوحشية»، والطفل الرضيع الذي أرادت ليدي ماكبث أن تقتلع دماغه.

### ليدي ماكبث باعتبارها ساحرة
يرى بعض نقاد الأدب والمؤرخين أن ليدي ماكبث لا تمثل فقط الإناث منعدمة الأمومة بشكل عام، بل تجسد نوع معين منهم: الساحرات. وتعرّف الناقدة جوانا ليفين الساحرة بأنها امرأة تنصاع لشهوة شيطانية أو تتضرع للأرواح الشريرة سواء لنفس السبب أو من أجل الحصول على قوى خارقة للطبيعة. ونشر الطبيب الإنجليزي إدوارد جوردن خطاب موجز عن مرض يدعى اختناق الأمهات في عام 1603، وأشار فيه إلى أن تلك الطاقة مستمدة حرفيًا من الأعضاء التناسلية الجنسية الأنثوية. وبسبب عدم قيام أي شخص آخر بنشر أية دراسات حول قابلية المراة لتكون الساحرة والمسحورة على حدٍ سواء، بخاصًة الأمهات، ساعدت الاستنتاجات التي توصل إليها جوردن على وضع أساس للآراء التي انتشرت خلال عصر النهضة عن العلاقة التي تربط المرأة بالسحر. وتشير ليفين إلى مقالة ماريان هيستر الفاسقات والساحرات: دراسة حول هيمنة الرجال والتي عبرت من خلالها عن تفسير نسوي يرى الساحرة أنها امرأة ذات سلطة. وتلخص ليفين طلب المؤرخات النسويات مثل هيستر قائلة: يجب اعتبار كل ساحرة على أنها شخصية يجب تكريمها بسبب تمردها وتحديها وقدرتها على التحكم بالأمور؛ حيث تتحدى الساحرات السلطة الذكورية والطبقية، وبصفة خاصة «تهدد الأنظمة التي تعتمد على هيمنة جنس/ نوع معين». ويرتبط هذا الرأي ارتباطًا وثيقًا بالسحر، وبالتالي يمكن النظر إلى ليدي ماكبث على أساس من البطولة وليس النذالة والشر.
وتقيم جينيجوي أنوثة ليدي ماكبث وحياتها الجنسية من حيث ارتباطهم بالأمومة وسحرها. والحقيقة هي أنها تستدعي الأرواح حتى تساعدها لتشبه الساحرات، مما يبرز علاقة التشابه في الطريقة التي يتبعها كلًا من ليدي ماكبث والثلاث ساحرات في «استخدام قوة اللغة المجازية التي تدعي القوى الروحية التي بدورها تؤثر على الأحداث، من جهة طريقة تجاوب الحالة النفسية ومن جهة أخرى طريقة عمل جسد المرأة». ومثلها مثل الساحرات، تسعى ليدي ماكبث جاهدة لتتمكن من التحكم في المستقبل. كما تثبت نفسها بأنها جريئة تتحدى الصعاب، وتهدد بوضوح نظام الحكم الذكوري؛ فظلت تتحدى رجولته وتشكك فيها إلى أن دفعته إلى قتل الملك دنكان. وعلى الرغم من أنها تنعته بالجبان لتشجعه على قتل الملك، فإنه ظل مترددًا حتى أخبرته «أنه لا يعتبر رجلًا إلا إذا فعل ذلك، وأنه يحتاج أن يكون رجلًا بمعنى الكلمة». وهي بذلك استدعت مفهوم ذكوري عن التحكم والسيطرة، ولكن بعد أن توسلت لتستأصل الجهاز التناسلي الذي يميزها كأنثى. وكذلك تم وصف الساحرات بأنهم مخنثين، فهم أطلقوا لحيتهم، ويرتبط ذلك ارتباطًا وثيقًا بالسبب وراء انقطاع الطمث عند ليدي ماكبث. كما يعتبر الساحرات مثال عن شدة افتقاد الإحساس بالأمومة، حتى إنهم قادرون على «طبخ وأكل أولادهم». وعلى الرغم من أن ليدي ماكبث لم تعرب عن استخدام العنف ضد أولادها بنفس الدرجة من الوحشية والبشاعة، فإنها بالتأكيد تعبر عن شكل من الوحشية عندما قالت أنها قد تسحق دماغ الطفل الرضيع.

## سجل الأداء
أدى جون رايس، الممثل الذي شارك في (ذا كينجز مين)، دور ليدي ماكبث على مسرح غلوب في 20 إبريل 1611. ووصف سيمون فورمان هذا الأداء في مخطوطته التي وصف فيها الكثير من المسرحيات تحت عنوان (كتاب يلخص القواسم المشتركة بين المسرحيات المختلفة) ولا يشترط تعليقه على أن تكون المسرحيات للمؤلف نفسه مثل شكسبير أو مسرحية تقوم على الفكرة نفسها ولكن لمؤلف آخر. وهذا الدور قد يبرز مواهب خفية يمتلكها أي ممثل رجل، وقد يكون أداه رجالًا بالفعل في العروض السابقة.
وفي منتصف القرن ال18، لعبت هانا بريتشارد دور ليدي ماكبث، في حين لعب ديفيد جاريك دور ماكبث في المسرحية. ووصفها توماس ديفيس بأنها «لا تشعر أبدًا بالندم وأنها عازمة بكل عناد على القسوة».
وتألقت سارة سيدون في العرض الذي أنتجه جون فيليب كمبل عام 1794 في المسرح الملكي دروري لين، وقدمت صورة معقدة نفسيًا عن ليدي ماكبث ........ وتلقت سيدون المديح خصيصًا على مشهد سيرها أثناء النوم، فهي حركت مشاعر الجماهير من خلال وصفها لروحها وهي تتعذب. وقد عزز كلا من سيدون وكمبل طريقة العرض التي قدمها بريتشارد وجاريك، مما يبرز جوهر الدراما الشكسبيرية.
وعلق ويليام هازليت على أداء سيدون في المسرحية قائلًا:
وفي الحديث عن شخصية ليدي ماكبث، لا يجب أن نغفل الطريقة التي أدت بها سيدون هذا المشهد، فلا يمكن تصور أداء أعظم من ذلك؛ فأداءها تخطى حد المعقول. بدت وكأنها مخلوق هبط من نجم عالي لتأسر العالم بعظمة ظهورها. وعند النظر إليها ترى قوتها تتجلى على جبينها وتنبع العاطفة من صدرها، فكانت تجسيدًا للتراجيديا. وفيما بعد في هذا المشهد تكون عيناها مفتوحتان على عكس إحساسها. وبدت كأنها شخص مذهول فاقد الوعي بما فعله من قبل. كما تحركت شفاها لا إراديًا، وكذلك كانت كل إيماءتها. وكانت تنتقل داخل وخارج المسرح كالشبح. وكانت رؤيتها وهي تؤدي هذه الشخصية شيئًا لا يستطيع المشاهد أن ينساه بسهولة.
أما بالنسبة لهيلين فوسيت، فقد انتقدها هنري مورلي أستاذ الأدب الإنجليزي في جامعة لندن الذي رأى أنها «صاخبة جدًا» في المشاهد التي سبقت قتل دنكان وذلك أثناء خطابها وهي تتحدث إلى الساحرات وتطلب منهم أن يأتوا، وأيضًا في خاتمة حديثها صارخة بصوت أجش. كما اعتقد أن فوسيت «برزت في أداءها جانب أنثوي وأنها تمتلك موهبة فن التعبير بصورة جميلة في نطاق الأنوثة». ولذا رأي أن مواهبها تتجانس روحًا وطبعًا مع المرحلة الثانية من شخصية ليدي ماكبث، وأعجب كثيرًا بأداءها في مشهد الوليمة. وكذلك أدت مشهد السير أثناء النوم بطريقة درامية ومدروسة جيدًا.
وفي مسرح غايتي عام 1884، قدمت سارة برنارد مشهد السير أثناء النوم وهي حافية القدمين مرتدية ملابس النوم، وفي عام 1888، قال ناقد أن إيلين تيري كانت «المرأة المسيطرة في القرن الحادي عشر مزودة بحدة الانفعال العاطفية المتقلبة في القرن التاسع عشر».
وفي عامي 1915 و 1918، لعبت سيبيل ثورندايك الدور نفسه في مسرح أولد فيك ثم في مسرح الأمراء في عام 1926. ولعبت فلورا روبسون هذا الدور في النسخة التي قدمها تايرون غوثري في مسرح أولد فيك في عام 1934. وفي عام 1955، لعبت فيفيان لي دور ليدي ماكبث مع لورانس اوليفييه الذي أدى دور ماكبث في مسرح شكسبير التذكاري في ستراتفورد أبون أفون. وفي عام 1977، أدى كلًا من جودي دنش وإيان مكلين دور هذان الزوجان الشائنين في النسخة التي قدمها تريفور نان في مسرح ذي أزر بلاس. وقدمت ممثلات أخريات شخصية ليدي ماكبث ببراعة شديدة في أواخر القرن الـ 20 مثل: جوديث أندرسون، باميلا براون، ديانا اينيارد، سيمون سينوري، فيفيان ميرشانت، جين لابوتي، هيلين ميرين وجانيت سوزمان.

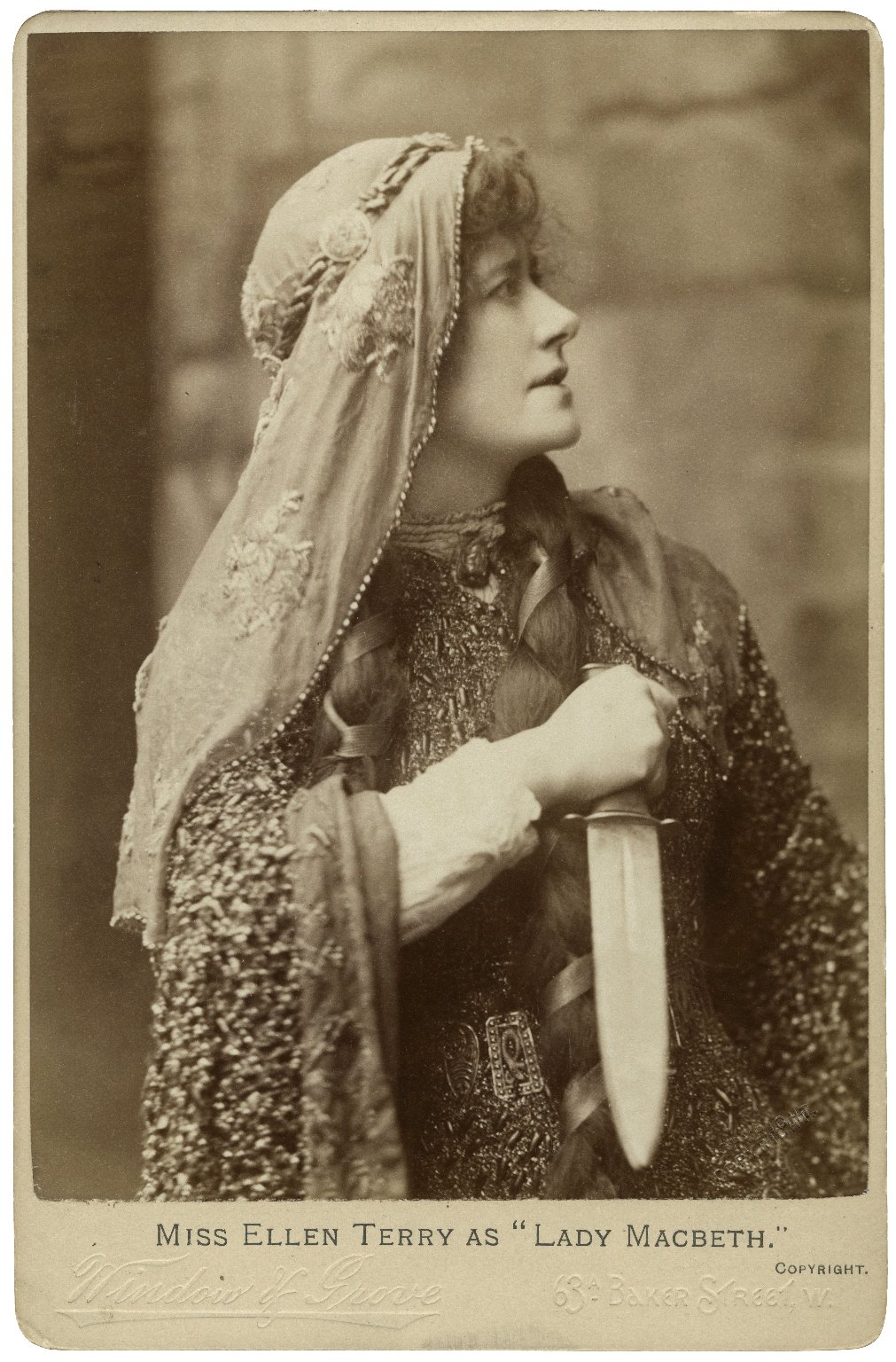
صورة إيلين تيري وهي تؤدي دور ليدي ماكبث في النسخة التي قدمتها عام 1888

وأدت جانيت نولان شخصية ليدي ماكبث في الفيلم المقتبس من المسرحية الذي قدمه أورسون ويلز في عام 1948، وانتقده بوسلي كروثر في مجلة نيويورك تايمز يوم 28 ديسمبر 1950. ووصف مايكل كوستيلو من موقع أول موفي أداءها بأنه «متفاوت»، كما قال أيضًا أن «أداءها الفريد لشخصية ليدي ماكبث إما كان مبالغًا فيه أو كان أداءًا مثيرًا للاهتمام بنفس طريقة كابوكي».
وفي عام 2009، نشر بيغاسوس بوكس تراجيديا ماكبث الجزء الثاني، التي كتبها المؤلف والكاتب المسرحي الأمريكي نوح لوكيمان الذي سعى لتقديم تكملة لمسرحية ماكبث ليضع نهاية مناسبة لنهاياتها المفتوحة؛ بخاصة الإشارة إلى ليدي ماكبث على أنها رزقت بطفل (فمن الناحية التاريخية، هذا ما تم أثناء زواجها السابق ثم تزوجت ماكبث بعد أن ترملت). وكمحاولة لإرضاء النقاد، كتبت المسرحية في صورة شعر مرسل.
وتألقت أليكس كينغستون في دور ليدي ماكبث الذي أدته أمام كينيث براناه، الذي أدى دور ماكبث في فيلم قدمه هو وروب آشفورد. وكان أول عرض للمسرحية في مهرجان مانشستر في عام 2013 ثم انتقلت إلى نيويورك كعقد مؤقت في عام 2014.
ولعبت ماريون كوتيار الدور في الفيلم المقتبس من المسرحية الذي قدمه جوستين كورزيل في عام 2015، في حين قام مايكل فاسبندر بتأدية دور ماكبث.

## الثقافة العامة
أثناء الحملة الانتخابية التي أطلقها الرئيس السابق للولايات المتحدة الأمريكية بيل كلينتون في عام 1992، رسم دانيال واتنبرج في مقاله الذي نشره في أغسطس 1992 «ليدي ماكبث الموجودة في ليتل روك» وعشرون مقال آخر مقارنة بين زوجته شخصيًا وبين ليدي ماكبث، مستطلعين عن السجل الفكري والأخلاقي لهيلاري كلينتون مقارنًة بالشخصية الشهيرة التي قدمها شكسبير، وإيجاد أوجه الشبه بين الشخصيتين.
حتى أن الحلقة العشرين من مسلسل عائلة سمسون مقتبس بشكل أساسي من مسرحية ماكبث. وفي الفصل الثالث من الحلقة، كانت مارج تجسد شخصية ليدي ماكبث؛ الزوجة المحبطة التي لا تنظف فقط الملابس التي يرتديها الممثلين الآخرين، بل أيضًا محبطة بسبب رفض هوميروس لأنه يجري تجربة أداء لأدوار البطولة ومهتم أكثر في أن يلعب دور ثانوي. وأقنعته بأن يقتل سايدشو ميل وقد انصاع لأمرها وقتله ليؤدي دور البطولة. وعندما أدركت مارج أن لا أحد يهتم بأن هومر يفتقر إلى مهارات التمثيل عن هيبرت، أجبرته بأن يقتل كل الممثلين حتى يكون الممثل الوحيد الموجود لتأدية الدور. وزارتها الأرواح الغاضبة منها ولكنها ألقت اللوم كله على هوميروس. ولكن لم تصدقها الأرواح وأشاروا إلى أنهم يعلموا أنه ما هو إلا ضحية الخطط المنحرفة التي تضعها، فانتقموا منها على ما قعلته وقتلوها عن طريق إخافتها إلى أن أصيبت بأزمة قلبية. ومع ذلك كان لشبحها دور مرموق تؤديه، ولكن في النهاية خيب أملها حين قتل نفسه، وبذلك لن يكون له فرصة في تجارب الأداء للاشتراك في مسرحيات شكسبير. وهذا كله يجبر مارج على أن تسير في طريق صعب لتتعلم درسها وذلك بأن تعيش حياتها الأبدية مع هوميروس الكسول.